# LONDON CELEBRATION
『LONDON CELEBRATION』（ロンドン・セレブレイション）は、1980年1月にSATRILより発売されたゴダイゴのベスト・アルバムである。イギリスで発売され、後に日本に逆輸入された。

## 解説
- ゴダイゴが全体を通して、最初に発表したベスト・アルバムである。ちなみに日本で最初に発表したベスト・アルバムは、『GODIEGO HIT SPECIAL』である。
- 日本へ逆輸入されたことで、海外盤としてはもっとも多く店内に並んでいた。

## 収録曲
1. CELEBRATION（セレブレイション）
  - 作詞:奈良橋陽子　作曲:タケカワユキヒデ
2. MONKEY MAGIC（モンキー・マジック）
  - 作詞:奈良橋陽子　作曲:タケカワユキヒデ
3. THE GALAXY EXPRESS 999（銀河鉄道999）
  - 作詞:奈良橋陽子　作曲:タケカワユキヒデ
4. HAPPINESS（ハピネス）
  - 作詞:奈良橋陽子、山川啓介　作曲:タケカワユキヒデ
5. BEAUTIFUL NAME（ビューティフル・ネーム）
  - 作詞:奈良橋陽子、伊藤アキラ　作曲:タケカワユキヒデ
6. GANDHARA（ガンダーラ）
  - 作詞:山上路夫、奈良橋陽子　作曲:タケカワユキヒデ
7. MIRAGE（ミラージュのテーマ）
  - 作詞:奈良橋陽子　作曲:タケカワユキヒデ　編曲:ミッキー吉野
8. HOLY AND BRIGHT（ホーリー&ブライト）
  - 作詞:山上路夫、奈良橋陽子　作曲:タケカワユキヒデ　編曲:ミッキー吉野
9. SALAD GIRL（僕のサラダ・ガール）
  - 作詞:奈良橋陽子　作曲:タケカワユキヒデ　編曲:ミッキー吉野
10. SPRINTER LIFTBACK（スプリンター・リフトバック）
  - 作詞:奈良橋陽子　作曲:タケカワユキヒデ　編曲:ミッキー吉野
11. THE WATER MARGIN（水滸伝のテーマ）
  - 作詞:水木かおる、奈良橋陽子　作曲:佐藤勝　編曲:ミッキー吉野
12. TRY TO WAKE UP TO A MORNING（トライ・トゥ・ウェイク・アップ・トゥ・ア・モーニング）
  - 作詞:奈良橋陽子　作曲・編曲:ミッキー吉野
13. RETURN TO AFRICA（リターン・トゥ・アフリカ）
  - 作詞:山上路夫、奈良橋陽子　作曲:タケカワユキヒデ　編曲:ミッキー吉野

1から6はライヴ・アルバム『MAGIC CAPSULE』、7から13はスタジオ・アルバムからの音源である。またスタジオ音源のうち、8・13は日本語版、9はアルバム・ヴァージョンでの収録である。